# Jang Yong-ho
Jang Yong-ho (hangul 장용호, ur. 4 kwietnia 1976) – koreański łucznik sportowy. Trzykrotny medalista olimpijski.
Startował w konkurencji łuków klasycznych. Brał udział w trzech igrzyskach olimpijskich (IO 96, IO 00, IO 04), za każdym razem zdobywał medale w drużynie: w Atlancie Koreańczycy z Południa zdobyli srebro, cztery i osiem lat później złoto. Był medalistą mistrzostw świata indywidualnie (brąz w 1997) i w rywalizacji drużynowej, zdobywając złoto w 1997 i 2003, srebro w 1999. Również w drużynie zwyciężał w igrzyskach azjatyckich w 2006.